# Eupithecia kueppersi
Eupithecia kueppersi är en fjärilsart som beskrevs av András Vojnits 1973. Eupithecia kueppersi ingår i släktet Eupithecia och familjen mätare. Inga underarter finns listade i Catalogue of Life.